# Франсуаза Орлеанская (1902—1953)
Франсуа́за Изабе́лла Луи́за Мари́я Орлеа́нская (фр. Françoise Isabelle Louise Marie d’Orléans; 25 декабря 1902, Париж, Франция — 25 февраля 1953, там же) — французская принцесса из Орлеанского дома. Дочь претендента на французский престол Жана Орлеанского, герцога де Гиз и Изабеллы Орлеанской; супруга греческого принца Христофора, младшего сына короля Георга I; мать известного французского писателя Михаила Греческого.
Франсуаза Орлеанская провела своё детство и юность между Францией и Марокко. В марокканском городе Лараш супруги де Гиз вели частную жизнь, а дети помогали родителям в ведении домашнего хозяйства. В 1921 году Франсуаза могла стать женой югославского короля Александра I. Этот союз поддерживало французское правительство, но дальнейшего развития эта история не получила.
В 1929 году она вышла замуж за греческого принца Христофора, став его второй женой. Они осели в Италии, где вели богатый образ жизни, пока не обанкротились. Оставшись без средств, Франсуаза была вынуждена взять деньги у своего отца. Она стала сниматься в рекламе, что вызвало большой скандал. В 1940 году Христофор умер; Франсуаза, родившая год назад единственного сына, решила покинуть Италию из-за установления фашистского режима. Её выбор пал на Марокко, где она присоединилась к родителям. После окончания Второй мировой войны переехала в Испанию, а затем в Париж, где умерла в 1953 году после длительной депрессии.

## Биография

### Происхождение. Детство и юность
Франсуаза родилась в Париже в 1902 году. Её отец — принц Жан Орлеанский, тогда ещё не был главой свергнутого с французского престола Орлеанского дома и поэтому на семью не распространялся закон 1886 года, запрещающий претендентам на престол жить на территории Французской республики и служить в армии. Свои первые годы юная принцесса провела в семейном дворце Орлеан в Ле-Нувьон-ан-Тьераш. Все дедушки и бабушки принцессы принадлежали к Орлеанскому дому и были внуками короля Франции Луи Филиппа I, и Марии Амалии Неаполитанской. Отец Франсуазы был сыном принца Роберта, герцога Шартского, и принцессы Франсуазы Орлеанской. Мать — Изабелла Мария Лаура Мерседес Фердинанда Орлеанская, дочь претендента на французский престол Луи Филиппа, графа Парижского, и Марии Изабеллы Орлеанской, инфанты Испанской. Среди её предков были короли Испании, Португалии и Франции, императоры Бразилии. Родители Франсуазы носили титул Их Королевских Высочеств герцогов де Гиз. В 1909 году они решили переехать в Марокко, где осели в портовом городе Лараш, где приобрели большие угодья. Проживали под фамилией Орлиак, которую взяли у тамбурмажора Генриха Орлеанского, герцога Омальского.
В Марокко семья жила в непростых условиях. До 1918 года они проживали в небольших постройках из глины, пока строительство их особняка не было завершено. До установления французского протектората в Марокко семья жила относительно спокойно и в безопасности, но в 1911 году вспыхнуло восстание берберов, от рук которых погибли десятки европейцев в стране. Итогом французского вторжения стало подписание султаном Абд аль-Хафизом Фесского договора, предусматривавший превращение Марокко во французский протекторат. Родители Франсуазы решили остаться в Лараше, но всегда были готовы покинуть город и, для обеспечения безопасности, держали дома оружие. В 1912 году Франция и Испанское королевство разделили протекторат над Марокко. Лараш стал частью испанского протектората, а город Маариф, где семья герцогов имела земли, отошло к французской стороне.

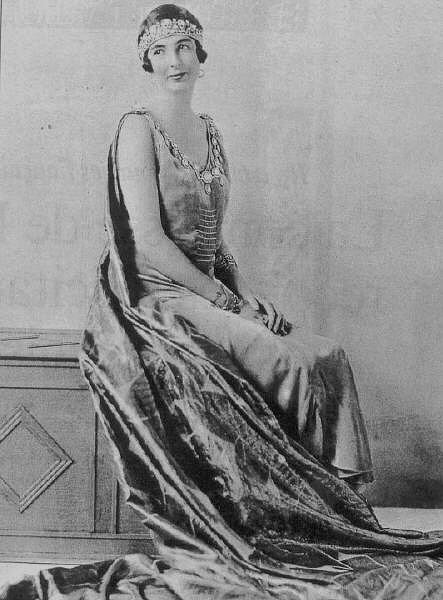
Принцесса Франсуаза Орлеанская в начале 1920-х

С установлением протектората семья стала жить более свободно, у герцогов де Гиз сложились дружественные отношения с генералом Юбером Лиоте и испанскими представителями в Эр-Рифе. Дети, которых в семье было четверо, вели свободный образ жизни, занимались озеленением владений, но получили очень строгое воспитание под руководством матери. Она сама лично преподавала им английский язык, знание которого получила во время ссылки в Великобританию. Также, герцогиня владела немецким и итальянским языками. Дети научились говорить на испанском, благодаря связям с местными испанскими переселенцами и немного по-арабски, через контакты с местными жителями. По указаниям матери, дети каждый день говорили на разных языках. Семья никогда не забывала о своих французских корнях. Каждое лето они отправлялись во Францию, где навещали бабушку, вдовствующую герцогиню Шартскую, в Виней-Сен-Фирмене, и вторую бабушку, вдовствующую герцогиню Парижскую в её замке Рандан. Иногда супруги де Гиз не брали с собой детей в Европу, когда посещали многочисленных родственников в разных её частях. В отсутствии родителей, Франсуаза вместе с сёстрами и братом следили за плантациями и домом. В свободное время принцесса с большим удовольствием каталась на лошадях и стала прекрасной наездницей. Благодаря этому увлечению, позже, она стала единственной женщиной-наездницей в римском военном училище в Тор ди Квинто.

### Первая мировая война и переезд в Брюссель
Герцогиня де Гиз вместе с детьми гостили в замке Рандан, когда 28 июля 1914 года началась Первая мировая война. Герцог Жан тогда остался в Лараше, куда семья немедленно выехала. Вернувшись в Марокко, они спешно покинули его, вернувшись обратно в Париж. Жан Орлеанский безуспешно пытался пойти на фронт, но президент Франции Раймон Пуанкаре лично отклонил прошение принца. Франсуаза, вместе с двумя сёстрами и матерью стали медсёстрами в Красном кресте, а замок Рандан был превращён в военный госпиталь.
Несколько месяцев спустя Изабелла Орлеанская вместе с детьми вернулись в Марокко, но на французскую зону протектората. В течение четырёх лет мать и дети ожидали возвращение Жана в Марокко. Из-за войны большинство прислуги сбежало, а семейная плантация пришла в запустение. Герцогиня вместе со старшими дочерьми, Франсуазой и Изабеллой, занимались земледелием, посадкой урожая и другими сельскохозяйственными работами. В конце войны герцог Жан вернулся домой, однако часто посещал Францию. Строительство их особняка в Лараше было к тому времени завершено и семья въехала в новый дом. В 1921 году Жан, Изабелла и их дети встречались с королём сербов, хорватов и словенцев Александром I, будущим королём Югославии, который искал себе супругу и хотел жениться на Франсуазе. Несмотря на поддержку со стороны французского правительства, брак не состоялся, а король позже женился на принцессе Марии Румынской.

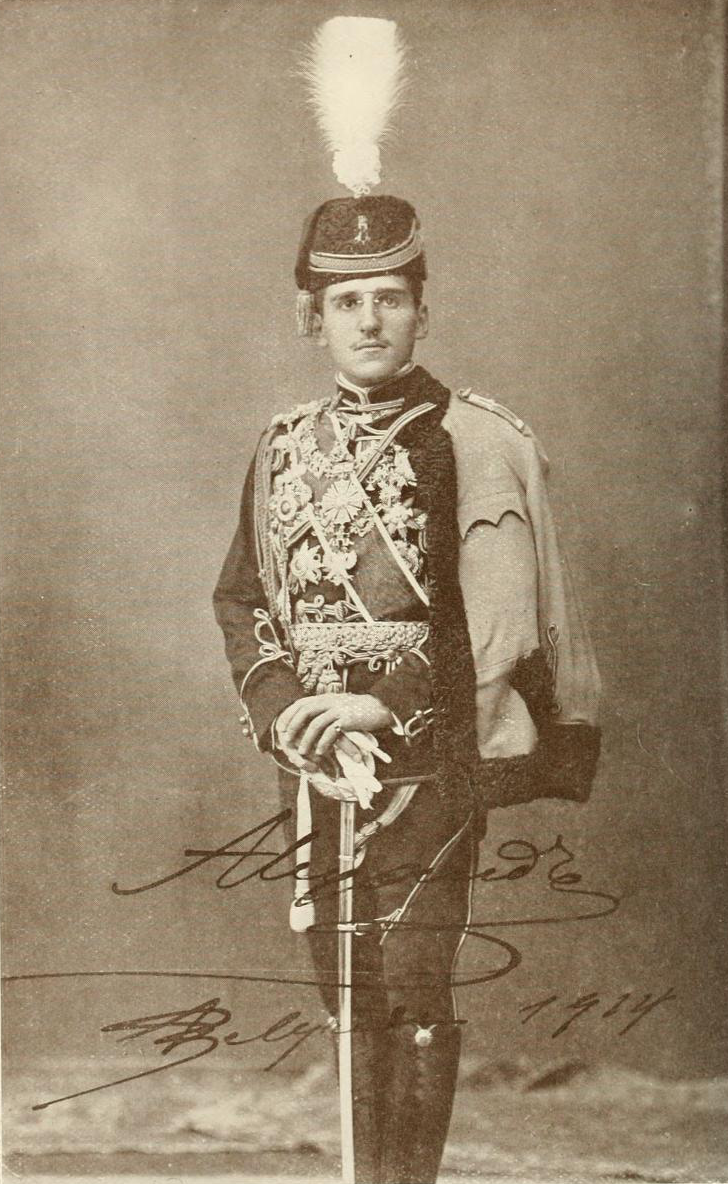
Александр I, король Югославии

Между 1923 и 1927 годами две сестры Франсуазы вышли замуж: старшая, Изабелла вышла замуж за Бруно, графа д’Аркур, а младшая Анна сочеталась браком с итальянским принцем Амедео Савойским, герцогом Аостским. Единственный сын герцогов Анри покинул родительский дом, чтобы продолжить учёбу. После смерти в 1926 году бездетного Филиппа Орлеанского, Жан стал новым герцогом Орлеанским и претендентом на французский престол. Он решил переехать в Бельгию, где действовало много французских монархических организаций. Но Франсуаза и её мать часто возвращались в свой марокканский дом, где жили по полгода.

### Принцесса Греческая
Франсуаза оставалась единственной незамужней дочерью в семье, пока не встретила своего будущего супруга Христофора, принца Греческого и Датского, самого младшего из детей покойного короля Георга I и русской великой княжны Ольги Константиновны. Их первая встреча состоялась в 1925 году на торжествах по случаю свадьбы итальянской принцессы Мафальды Савойской и Филиппа Гессен-Румпенхаймского, во дворце Рикконидже в Турине. Их отношения начались в 1929 году, а об их связи знала лишь тётя Франсуазы вдовствующая герцогиня Аостская Елена Орлеанская. Христофор был на 14 лет её старше. Его первая жена, американская наследница Нони Мэй Стюарт, получившая после свадьбы титул и православное имя Анастасия, скончалась в 1923 году от рака, оставив часть своего большего состояния Христофору. Он жил между Римом и Палермо после неудач Греческого королевства во Второй греко-турецкой войне, приведшей к изгнанию большинства членов королевской семьи. Принц был не слишком высоким, лысым, имел хорошее чувство юмора и дарил принцессе много ценных подарков.
Франсуаза и Христофор решили вступить в брак, но на пути их союзу стала религия: принцесса была католичкой, а принц исповедовал греческое православие. Так как она была дочерью орлеанского претендента на французский престол, то обязательно требовалось получить разрешение на брак от Папы Римского. Ватикан долго выступал против, велись жёсткие переговоры между сторонами. Наконец Святой престол дал им разрешение на брак. Свадьба состоялась во дворцовой часовне средневекового замка в Палермо, 10 февраля 1929 года. На торжестве присутствовали экс-король Португалии Мануэл II, герцог Аостский Амедео, принц Кнуд Датский, король Греции Георг II, племянник жениха и принц Пьемонтский, а также представители Орлеанской и Савойской династий.

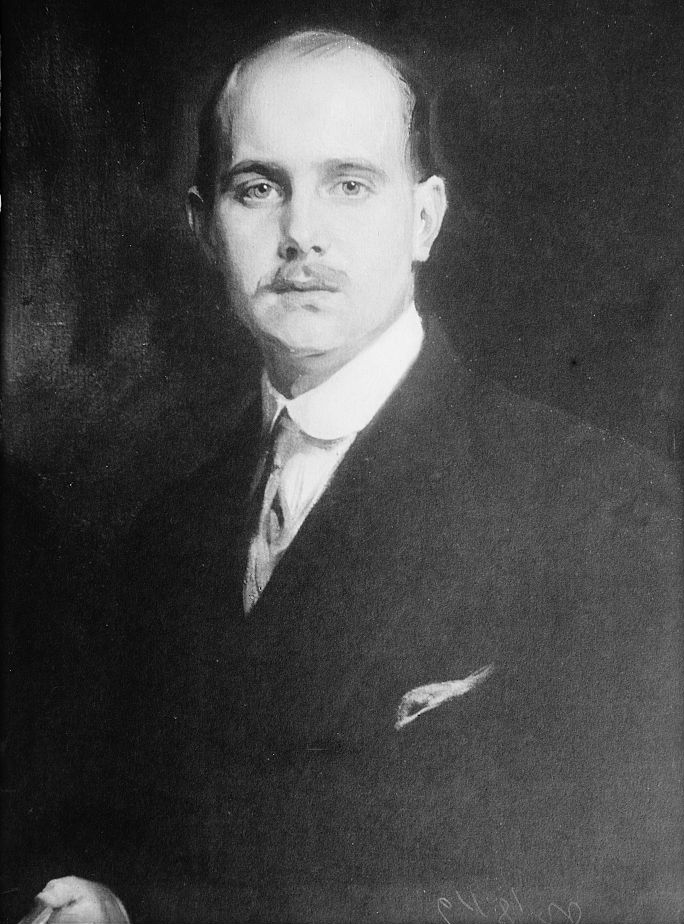
Греческий принц Христофор

Новым домом для принцессы, которая после брака приняла титул Её Королевское Высочество принцесса Греческая и Датская, стала вилла Анастасия в Риме, названная в честь первой супруги Христофора. Супруги вели богатый образ жизни, не выполняя никаких представительских обязанностей. Их часто посещали представители итальянской аристократии, включая членов королевской семьи и герцогов Аостских. Однако, скоро начались финансовые проблемы: ответственный за семейное состояние супругов сбежал со вместе деньгами, оставив их нищими. Христофор и Франсуаза стали менее расточительными, переселившись в отель Эксельсиор в Риме. Не имея никаких источников дохода, принцесса стала занимать деньги у отца. Одним из её увлечений было сниматься в рекламе. Это вызвало большой скандал в кругу её знакомых и родни. Несмотря на финансовые трудности, супруги участвовали в семейных событиях. В ноябре 1936 года они приняли участие в торжествах и церемониях по случаю восстановления монархии в Греции. В 1938 году пара вернулась на родину, где присутствовали на свадьбе будущего короля Павла I и немецкой принцессы Фредерики Ганноверской.
В 1939 году в итальянской столице Франсуаза родила единственного ребёнка принца Михаила. Вскоре после радостного события Христофор отправился в Грецию, чтобы встретиться с королём Георгом II. Во время путешествия у него начался абсцесс лёгкого, от которого он умер через несколько недель. Узнав о состоянии мужа, Франсуаза немедленно отправилась вслед за ним. Она присутствовала на его похоронах на Королевском кладбище в Татой вместе с членами королевского дома Греции.

### Вдовство
После смерти супруга его вдова выставила на продажу бирюзовые украшения, которые Христофору достались в наследство от матери, королевы Ольги. Принцесса Франсуаза решила покинуть фашистскую Италию и уехала в Грецию вместе с сыном. Его отец мечтал, чтобы тот рос в Афинах. Однако вскоре король Георг II порекомендовал вдове найти более безопасное убежище из-за надвигающейся войны с Италией. Вдовствующая принцесса решила вернуться в Марокко. Вместе с родителями, сестрой Изабеллой и её семьей Франсуаза жила в Лараше. Вскоре к ним присоединилась семья графа Парижского Анри, который к тому времени был женат и имел пятерых детей. 25 августа 1940 года умер отец принцессы Жан Орлеанский.
Франсуаза стала интересоваться положением Франции во Второй мировой войне. Большинство членов семьи Орлеан поддерживали в войне Анри Филиппа Петена, но принцесса отдавала предпочтение Шарлю де Голлю, который, по её словам, мог вывести страну из войны. Это должно было показать, что она не поддерживает фашистский режим Италии, где проживала до возвращения к родителям. Разногласия в семье по поводу политики вынудили Франсуазу переселиться в Танжер. Через несколько месяцев она примирилась с матерью и родственниками и вернулась в родной дом.

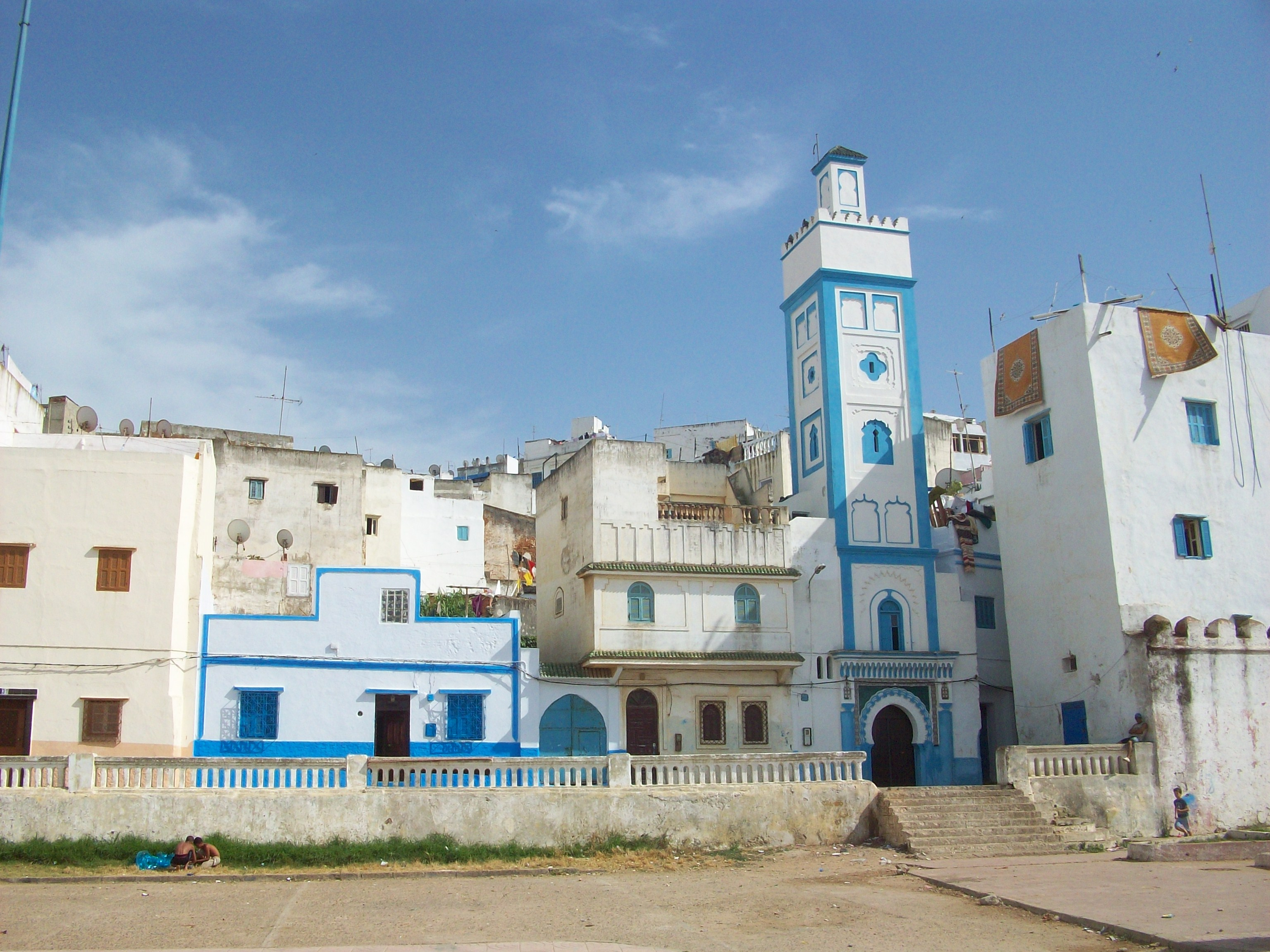
Дом герцогов де Гиз в Лараше

Осенью 1944 года вдовствующая герцогиня де Гиз объявила детям, что больше не может содержать их семьи и они должны покинуть дом. Франсуаза с сыном уехали в Малагу, в Испанию, где жили в отеле Мирамар. Режим диктатора Франко не был лёгким периодом в жизни принцессы, но она получила деньги от продажи собственности мужа в Риме и Палермо. В 1948 году она решила уехать из города. В Грецию путь ей был закрыт из-за гражданской войны, а британское правительство отказало принцессе в убежище. Франсуаза и её сын Михаил уехали в Париж, где жили в доме принцессы Изабеллы и её второго мужа принца Пьера Мюрата. В их резиденции Франсуаза не желала никого видеть, редко покидала свои комнаты. В конце концов у неё началась депрессия. Она умерла 25 февраля 1953 года.
Похороны Франсуазы, принцессы Орлеанской, вдовствующей принцессы Греческой и Датской, состоялись в Королевской капелле в Дрё, где присутствовали члены европейских королевских и аристократических семей. Несколько недель спустя её тело было перевезено в Татой, Греция, где было захоронено на Королевском кладбище рядом с супругом. Принц Михаил Греческий, который остался сиротой в 14 лет, был отдан под опеку дяди графа Парижского. Он стал известным автором исторических романов и биографий царственных особ на французском языке, известный под именем Michel de Grèce. В 1965 году он заключил брак с греческой художницей Мариной Кареллой, от которой у него родилось двое дочерей, принцессы Александра и Ольга.